# Hamazi
Hamazi eller Khamazi var ett forntida kungadöme eller en stadsstat i Mesopotamien som nådde sin höjdpunkt kring 2500–2400 f.Kr. Var Hamazi låg någonstans är osäkert men det låg troligtvis någonstans i västra Zagrosbergen mellan Elam och Assyrien. möjligen nära nuvarande Hamadan. 
Hamazi kom till arkeologernas kännedom via ett vasfragment med en väldigt gammal form av kilskrift som omnämner att kung Utug av Kish segrat över dem. En annan tidig referens till Hamazi står att finna i Enmerkar och härskaren av Aratta där Enmerkar skickar en budbärare med en bön till guden Enzi för att ena det sumeriska språket. Hamazi omnämns i bönen som mångspråkigt. I uppföljaren Enmerkar och En-suhgir-ana är en av huvudantagonisterna en trollkarl från Hamazi som hyr ut sina tjänster till härskaren av Aratta efter att hans hemstad "krossats fullständigt". Han beger sig sedan ut på ett misslyckat uppdrag åt En-suhgir-ana och försöker kuva Kish med trolldom men blir dödad.
Enligt Sumeriska kungalistan skall kung Hadanish av Hamazi haft makten över hela sumerområdet efter att han erövrat Kish men han skall i sin tur ha besegrats av Enshakushanna som var kung av Uruk.
På en lertavla funnen i Ebla (Syrien) finns ett meddelande sänt från kung Irkab-damu av Ebla till kung Zizi av Hamazi där Ebla Irkab-damu kallar Zizi för "broder" och skickar en stor mängd mat till staden. I utbyte vill Irkab-damu att Zizi skickar honom legosoldater.
Under Urs tredje dynasti skall Hamazi ha varit en av deras provinser och guvernörerna Lu-nanna och Ur-ishkur omnämns. Runt 2010 f.Kr. plundrades staden och dess område ockuperades av kung Ishbi-erra av Isin. Detta skedde under kollapsen av Urs tredje dynasti.